# Adel i Sverige
Adel i Sverige var historiskt de ätter som utgjorde adelsståndet och som idag organiseras av korporationen Sveriges ridderskap och adel (sedan 1866).  Adelns sista symboliska privilegier avskaffades då Ridderskapets och adelns privilegier (SFS 1723:1016 1) upphävdes den 1 juli 2003, med undantag för rätten att föra adlig sköld och öppen hjälm i sitt sigill (se Adelsprivilegier i Sverige). Den 1 juli 2003 upphörde även Riddarhusordningen från 1866 att inta ställning som officiell författning. Till adeln i Sverige hör även de svenska adelsätter som inte är introducerade på det svenska Riddarhuset, det vill säga ej innehar representationsrätt där, samt de adelsätter som har utländsk adelstillhörighet, boende i Sverige. 
Den svenska adelns ställning formaliserades genom Alsnö stadga år 1280 och dess inflytande nådde en kulmen under stormaktstiden på 1600-talet. Karl XI:s reduktion vid slutet av 1600-talet innebar dock en tydlig motgång. Under 1700-talet började adelns ställning undergrävas av ekonomiska och sociala förändringar. Grundlagen år 1809 öppnade statliga ämbeten även för personer utanför adeln och år 1866 upphörde adeln att vara ett eget stånd i riksdagen. År 1902 blev Sven Hedin den sista som adlades och med 1975 års grundlag avskaffades även formellt kungens rätt att förmedla adelsprivilegier.
Historiskt sett kallades obetitlad adel för välboren och betitlad adel för högvälboren.

## Vem är adlig?

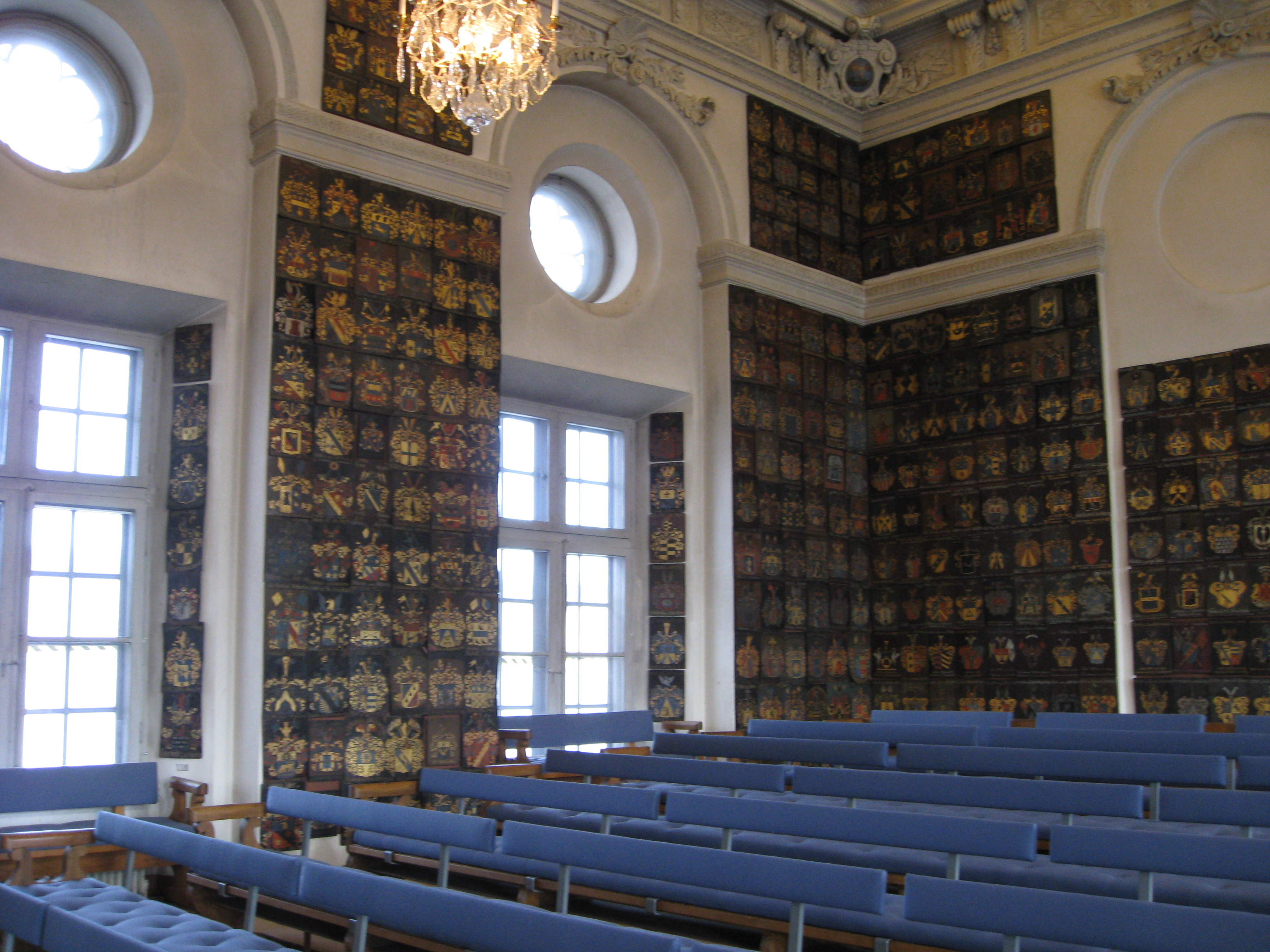
Vapensköldar i Riddarhuspalatset i Stockholm

Adelskapet hör historiskt ihop med tre bördsrätter: att äga och ärva frälsehemman, rätten till olika regale, och rätten att bära adliga rangattribut till sitt heraldiska vapen. De äldsta adliga ätterna utgör så kallad uradel. De har aldrig adlats utan ansågs av tradition tillhöra skattefrälset åberopandes Alsnö stadga. Från 1400-talet blev adlandet – det vill säga det att förklara en ätt för varande av adlig börd – en kunglig höghetsrättighet. Stamfäderna för sådana ätter har erhållit adels- eller sköldebrev som reglerar ättmedlemmars adelskap och beskriver den adliga skölden. I och med Gustav II Adolfs Riddarhusordning 1626 stadgades introduktion för alla ätter för att få säte och stämma på Riddarhuset. Ätterna är sedan dess ordnade kronologiskt med nummer inom sina respektive klasser (vissa uradliga ätters nummer fastställdes ursprungligen genom lottning).
Det finns idag tre adliga ranger: grevliga och friherrliga som gemensamt benämns ridderskapet samt otitulerade adelsätter som benämns adeln. Ett fåtal ätter har adlats av en svensk monark utan att introduceras, så kallad ointroducerad adel (se nedan). När ätterna adlades behöll några sina släktnamn och andra har fått nya. Det förekommer flera fall när en adelsätts släktnamn även bärs av andra, orelaterade släkter eller släktgrenar som inte omfattas av adelskapet.
De högadliga titlarna greve och friherre infördes av Erik XIV vid dennes kröning 1561 och utgjorde en ny nivå ovanför riksrådsadeln och lågadeln. De senare har omväxlande räknats som samma och som två olika klasser inom frälset. Idag räknas riksrådsadel, kommendörsätter och lågadel som samma klass, den obetitlade adeln.
I en ätt adlad före 1809 får alla legitima barn faderns adliga rang vid födseln. Den principen följer de flesta adelsätter. Med 1809 års regeringsform infördes § 37 som begränsar adelskapet till primogenitur. Den äldste manlige bröstarvingen (äldste sonen eller, i brist på söner, närmaste annan manlig ättling) blir då adlig efter faderns död. Detta gäller även adliga ätter där medlem upphöjts i högre värdighet (från adlig till friherre eller från friherre till greve). Då skapas en ny ätt inom ätten med egen sköld och eget nummer. Detta har medfört familjer där huvudmannen har högre värdighet än de övriga familjemedlemmarna. Var familjen exempelvis friherrlig före 1809 och en medlem därefter upphöjts till greve så är alla andra ättemedlemmar än greven friherrar och friherrinnor. Var ätten ofrälse, innehar endast huvudmannen den adliga värdigheten.
Nuvarande introducerad adel finns förtecknad i Sveriges Ridderskaps och Adels kalender. Där förtecknas ättlingar till stamfäderna för de adliga ätterna samt andra personer som är relaterade till ätten såsom ingifta och adopterade personer. För alla andra ätter än § 37 gäller att adliga är i första hand biologiska ättlingar födda inom äktenskapet, alltså söner och döttrar. Döttrar förblir adliga och behåller sin adliga rang när de gifter sig men deras adelskap eller adliga rang kan inte överföras på deras barn. Döttrar är adliga i sin egen rätt, men konventionellt lägger kvinnan bort sin adliga titel om hon gifter sig ofrälse. Kvinnor som är grevinnor eller friherrinnor i egen rätt kan behålla sin titel om hon gifter sig adligt. Ingifta kvinnor använder inte makens adliga vapen men tituleras i enlighet med makens adliga rang, dock inte efter skilsmässa vare sig hon väljer att behålla släktnamnet eller ej.
Oavsett om ätten är en paragraf 37-ätt eller ej, följer huvudmannaskapet primogenituren. Huvudmannen företräder i första hand ätten på adelsmötet. Om huvudmannen inte kan eller vill göra detta kan ätten dock även företrädas av en annan manlig medlem eller av en företrädare för en annan adlig ätt genom fullmakt.
Ätten räknas som utslocknad om den inte längre har några levande medlemmar. Ätten utslocknar på svärdssidan när den siste manlige medlemmen dör och på spinnsidan när den sista kvinnliga medlemmen som är adlig i egen rätt dör. En del svenska adelsätter har utvandrat till andra länder och förlorar därmed sin representationsrätt vid Riddarhuset men däremot inte sitt adelskap. Ättemedlemmar som återflyttar till Sverige kan vinna förnyad representationsrätt. Under 2000-talet har man i Adelskalendern i allt högre grad sökt föra in kompletta uppgifter även om utvandrade ätter och ättegrenar.

## Historia

### Medeltiden
Genom Alsnö stadga 1280 bestämde Magnus Ladulås att var och en som gjorde vapentjänst "till örs" (med häst, det vill säga kavalleriet) skulle åtnjuta frälse – med andra ord skattefrihet – och på 1300-talet förordnades att varje bonde som ville tjäna till häst kunde bli frälseman. Därmed lagfästes den svenska adeln som en krigisk tjänstemannaklass med skattefrihet i lön för sin tjänst och fritt tillträde mot villkor av sådan tjänst. Dess medlemmar kallades därför frälsemän eller friborna frälsemän. Med friborna avsågs att de hade börd. Medeltidens frälse uppstod åtminstone delvis ur ättesamhället.
Så småningom skaffade sig frälset flera förmåner i förhållande till kronans regale, såsom rätt att uppbära sakören (böter) på sina gods, uteslutande jakträtt samt frihet i större eller mindre grad även från uppväxande nya skatter och pålagor och det gjorde anspråk på förläningar av kronan. Men en stark skillnad fanns mellan "högfrälse" och "lågfrälse" beroende på rikedom och social ställning för övrigt och delvis uttryckt i olika titlar enligt riddarväsendets ordning. 
Högfrälset tillskansade sig allt större förläningar. Det kringskar i synnerhet under unionstiden konungens makt och behärskade vissa perioder rikets styrelse genom riksrådet, som togs ur dess krets. Lågfrälset stod bönderna nära, den lägre frälsemannen återgick ibland till bonde, liksom bonden kunde bliva frälseman. Med riddarväsendet följde vapensköld och sedan konungen börjat utfärda skriftliga frälsebrev insattes i dessa även sköldemärket.

### Ätter adlade under medeltiden
Enligt Sveriges riddarhus är följande ätter adlade under medeltiden Vissa av ätterna har dock invandrat till Sverige efter medeltiden, och flera utdöda ätter saknas.
- 1774	Berch
- 245	Blåfield
- 16	Boije af Gennäs
- 38	Carpelan
- 90	Drake af Hagelsrum
- 105	Falkenberg af Bålby
- 2	Forstenasläkten
- 279	Giös
- 17	Hård af Segerstad
- 60 A	Hård af Torestorp
- 114	Jägerhorn af Spurila
- 1	Lilliehöök af Fårdala
- 66	Lilliehöök af Gälared och Kolbäck
- 173	Lode från Livland
- 91	Mörner
- 13	Natt och Dag
- 102	Oxehufwud
- 215	Ramsay
- 15	Ribbing
- 51	Roos af Hjelmsäter
- 189	Rääf i Småland
- 99	Silfversparre
- 10	Soop
- 7	Sparre af Rossvik
- 113	Stackelberg
- 100	Uggla
- 107	Ulfsax
- 9	Ulfsparre af Broxvik
- 78	von Warnstedt (von) Wernstedt
- 115	Ållongren i Finland

### Adelns roll förändras och dess privilegier ökar
Adeln, eller frälset som den ännu länge benämndes, bragtes av Gustav Vasa åter i underdånighet under konungamakten. Gustav ombildade förläningsväsendet och reglerade rusttjänsten. Så småningom förlorade den senare i betydelse genom krigsväsendets nydaning. I stället började adelsmannen tas i anspråk för annat i kungens tjänst, mera och mera ju större kungadömets uppgifter blev i den nya statsordningen. 
Adelsmän sändes i tillfälliga uppdrag inom- och utomlands eller tjänade kungen på olika poster. Adeln utvecklades långsamt till tjänstemannastånd i modernare mening, ett stånd med uppgift att arbeta i civila och militära ämbeten. Mot de nya uppgifterna svarade anspråk från adeln på nya förmåner. Sådana genomdrevs också under kungadömets försvagande genom striderna inom Vasahuset. 
1569 tillkom den svenska adelns första sammanfattande privilegieurkund (Johan III:s privilegier) som lättade rusttjänsten, befriade adelns jord från flera ekonomiska bördor, reglerade dess rätt till sakören och lade grunden till en personlig undantagsställning genom bestämmelsen att adelsman ej fick oförvunnen fängslas, ej heller dömas av andra än sina likar. 
Genom Gustav II Adolfs nya privilegier 1617 fick adeln ökade förmåner: uteslutande rätt till rikets höga ämbeten, patronatsrätt, en viss myndighet över landbor och tjänare, fullständig rätt till sakören, utsträckt frihet från skatter med mera. Å sin sida accepterade adeln definitivt den nya uppgiften att tjäna konungadömet i statens tjänst. Den blir ett konungen troget tjänande ämbetsmannastånd. 

### Riddarhuset
Gustaf Adolfs riddarhusordning (1626) bekräftade rusttjänstens undanskjutande. Rusttjänsten bibehölls visserligen, men försumlighet däri kunde nu försonas med böter, och nytt adelskap kunde vinnas endast genom kunglig utnämning. Nu ordnades också adelns verksamhet såsom riksstånd vid riksdagar och möten. 
Äldre adliga ätter fick endast om de inskrev sig på Riddarhuset säte och stämma bland ridderskapet och adeln, alla nytillkommande måste även introduceras där. Då riddarhuset instiftades år 1625 och de adliga ätternas inbördes nummer skulle fastställas kunde detta inte göras på annat sätt än genom lottdragning.
Ståndet delades upp i tre klasser: 1) herreklassen, innefattande grevar och friherrar (värdigheterna införda av Erik XIV), 2) riddarklassen, bildad av de ätter som uppnått riksrådsvärdighet men ej innehade grev- eller friherreskap samt 3) svenneklassen, (svenne var ett annat namn för väpnare och var steget under en medeltida riddare i rang) den övriga adeln, som utgjorde adelns stora flertal (lågadeln). 
År 1626 fanns det tre grevliga och nio friherrliga ätter i första klassen, tjugotvå ätter i den andra klassen och nittiotvå i den tredje klassen.
Vid alla möten skulle röstas klassvis, så att varje klass hade en röst, och majoriteten av klasser avgjorde ståndets beslut. Inom klassen hade varje ätt en röst. Med Gustaf Adolf inleddes den svenska adelns mest lysande tid. Alltifrån drottning Kristina ökades adeln stort i antal. I mitten av 1600-talet tillhörde 0,5% av befolkningen i riket adeln. Adelskap förlänades snart nästan regelbundet åt ämbetsmän vid kaptens grad, ej sällan åt biskopssöner, åt framstående affärsmän eller deras söner. 
Denna adel har uppburit 1600-talets svenska stormaktställning såväl i krigstjänst som i administrativt arbete. Den stod också främst i folkets politiska liv. Adeln fordrade att den ej skulle kunna överröstas av de tre lägre stånden vid riksdagarna.
Med adelns tillväxt blev dess privilegier alltmera tryckande för dessa lägre stånd, så mycket mera som adeln genom donationer, förläningar, köp av kronans skatteräntor ("frälseköp") och så vidare kom i besittning av ständigt nya delar av landets jord och adelsmannen ville behandla även de fria skattebönder som kom under honom, såsom sina underhavande. 
Därför reste sig inom de ofrälse stånden en opposition mot adeln och den underlättades genom oenighet inom adeln själv. Skillnaden mellan hög- och lågadel skärptes. Grevar och friherrar fick alltjämt nya förmåner utöver den övriga adeln. Till dem gick de största förläningarna, och tillsammans med rådsätterna behärskade de genom klassindelningen riddarhuset. De långa förmyndarregeringarna 1632-44 och 1660-72 förde högadelns makt till sin höjdpunkt.

### Olika skäl till att bli adlad
Skälen till att bli adlad var många, exempelvis som en belöning för förtjänstfulla insatser i fält och för det militära försvaret, för duglighet i den statliga administrationen, för viktiga framsteg inom naturvetenskaplig forskning, teknik, ekonomi och humaniora. Till Sverige inflyttade personer av utländsk adel kunde bli naturaliserade som svensk adel och genom introduktion på Riddarhuset få säte och stämma vid Sveriges riksdag. I stället för att adla biskopar, som tillhörde det andliga frälset, kunde deras barn adlas och få representation i det världsliga frälset, det vill säga i det adliga ståndet. Men det förekom även att personer blev adlade mot ekonomisk ersättning eller åtaganden, exempelvis ätten af Lohe.

### Adelns makt minskar
Bakslaget kom med Karl XI. Kungen förenade sig med de ofrälse stånden och genomdrev en reduktion av kronans avsöndrade gods vilken även gick ut över lågadeln och i samband härmed höjde han sin makt på alla ståndens bekostnad till envälde. 
Adeln som hittills med sin statstjänst förenat en vidsträckt jordbesittning, blev nu till stor del hänvisad till ämbetena som levebröd, ett byråkratiskt stånd under det enväldiga konungadömet. Frihetstidens statsskick återgav adeln i förhöjt mått dess politiska betydenhet. Adeln stod genom tradition och kvalifikationer främst bland rikets ständer, som nu hos sig samlade statsmakten. 
På riddarhuset upphävdes 1719 klassindelningen, varigenom maktens tyngdpunkt flyttades till den talrika lågadeln. Vid denna tidpunkt fanns det 140 släkter i den första klassen och 906 i den tredje. Därmed befästes även under det nya statsskicket ståndets byråkratiska karaktär, eftersom särskilt lågadeln levde av statens ämbeten. Socialt tryggades ståndets ställning i viss mån genom nya adelsprivilegier 1723, som i allmänhet slöt sig till Gustav II Adolfs.
Men dessa privilegier vanns först efter strider med de ofrälse stånden. Adeln hade fordrat mycket mera (utverkat ökade privilegier av drottning Ulrika Eleonora 1719). De ofrälse hade ej blott motsatt sig nya fordringar, utan till och med begärt tillträde till ämbetena. Ännu förmådde adeln hävda sin ställning, och den samlade under frihetstidens förra del hos sig huvuddelen av ständernas makt. Vid 1700-talets mitt beräknades adeln ha uppgått till en halv procent av befolkningen.
I den mån ständerväldets konsekvenser mognade, undergrävdes dock denna adelns ställning. De ofrälse stånden ville ej underordna sig adelns politiska ledning och vände sig åter även mot dess sociala privilegier. Tvisten skärptes då adeln 1762 sökte avstänga sig från all rekrytering genom ett beslut att tills vidare ej introducera några nya ätter, och än mer då ståndsmotsatsen började sammanfalla med partifördelningen, i det mössorna i regel fick överhand hos de ofrälse, hattarna, på riddarhuset. Vid 1771–72 års riksdag måste adeln söka skydd hos konungamakten. Därmed möjliggjordes Gustav III:s revolution. 
Gustav III gynnade adeln socialt och sökte binda den vid sig och sitt hov, men den politiska makten samlade han hos sig själv. Hela riksdagen skulle återgå till sin ställning före 1680 och på riddarhuset återinfördes 1778 klassindelningen, dock så att den fåtaliga andra klassen förstärktes dels med de 300 äldsta ätterna av den tredje, dels med kommendörer av svärds- och nordstjärneordnarna och deras ättlingar (de så kallade kommendörsätterna). 
Men konungens partiskhet för adeln närde de ofrälse ståndens harm mot denna, och den kunde icke förhindra att inom adeln själv reste sig en politisk opposition, som blev allt starkare. Då förenade sig konungen vid 1789 års riksdag med de ofrälse, krossade oppositionen och ökade sin makt till gränsen av envälde samt gav istället åt de ofrälse förmåner genom inskränkning i adelns privilegier. 
Ofrälse män fick bland annat tillträde till den nyinrättade högsta domstolen och rätten att besitta frälseströgods utsträcktes till alla stånd. Det var en brytning i princip med adelns företrädesställning men ej fullt genomförd. Utvecklingen under 1700-talet hade gjort adelns gamla ställning i det svenska samhället ohållbar. 
Privilegieutjämningen genomfördes nästan fullständigt vid 1809 års revolution då rätten till ämbeten blev lika för alla stånd, likaså rätten att besitta jord, även ypperligt frälse och adeln åtog sig nya ekonomiska bördor. Den politiska ställningen såsom stånd i riksdagen fick adeln 1809 behålla, men endast tills vidare. Det enda privilegiet som adeln hade kvar när det gällde företräden till statsämbeten var att hälften av ledamöterna i Högsta domstolen måste vara adelsmän. Detta löstes till en början genom att kungen adlade framstående jurister, men så småningom försvann även detta krav.

### Ståndsriksdagen avskaffas och adlandet upphör
Mot hela fyrståndsriksdagen uppstod en stark rörelse och efter långa strider blev den 1866 ersatt med ett tvåkammarsystem, byggt på samfällda val. Adeln uppgav frivilligt sin plats som riksstånd samt antog den nya riksdagsordningen. Den siste lantmarskalken, greve Gustaf Lagerbjelke, yttrade därvid de berömda orden:
Lagar kunna förändras, rättigheter kunna upphöra, men kvar stå plikterna mot fäderneslandet, och bliva dessa plikter väl uppfyllda föga bekymrar det den sanna adeln var uti samhället dess plats ställes.
I och med representationsreformen övergick adeln till att utgöra en opolitisk korporation, representerad av adelsmötet. Rätt att adla tillerkändes monarken visserligen även 1809, dock så, att adelskap endast tillföll den adlade själv och efter hans död närmaste manlige bröstarvinge och så vidare, led efter led. Men adlandet blev snart sällsynt och förekom efter 1865 endast i undantagsfall. Den sist adlade personen i Sverige var upptäcktsresanden Sven Hedin 1902. 
I och med införandet av tvåkammarriksdagen förlorade adeln sin ställning som riksstånd, men förblev i enlighet med den så kallade riddarhusordningen ett särskilt reglerat rättssubjekt. Omfattande ändringar har dock skett sedan dess. I och med 1974 års grundlag försvann monarkens möjlighet att adla personer, vilket innebar att det inte kunde tillkomma några nya adelsätter i Sverige. Däremot kan Riddarhuset fortfarande nyintroducera tidigare ointroducerade ätter, vilket också sker.

## Rättsliga grunder för adlandet
I § 47 i 1634 års regeringsform stadgas att utländsk adel som flyttat till Sverige eller adel som är bosatt i landskap som erövrats av Sverige, har rätt att erkännas som adel och att upptas på Riddarhuset. Däremot nämns inte att monarken skulle ha rätt att adla personer som inte förut skulle ha varit adliga. Skrivningen i 1719 års regeringsform § 35 lyder att det är ett urminnes bruk att kungen försätter ättlingar till personer som "igenom dygd och tapperhet" banat vägen för detta i adligt, friherreligt eller grevligt stånd.
1772 års regeringsform § 11 innehåller en del begränsningar i antalet ätter som får upptas: bara 150 nya ätter var Riddarhuset tvunget att uppta vilka adlats av kungen, vilket uttryckligen berodde på att det fanns så mycket adel i landet. Kungen äger enligt regeringsformen allena att adla den som "igenom trohet, dygd, tapperhet, studier och erfarenhet sig af Kongl. Maj:t och Riket välförtiente giort".
Största förändringen skedde med 1809 års regeringsform, § 37, vilken anger att endast den äldste manlige bröstarvingen i de därefter adlade ätterna äger adlig värdighet. I övrigt anges samma grunder för adlande.
1974 års regeringsform, som ersatte 1809 års regeringsform, saknar någon skrivning om att adla eller om den svenska adeln överhuvudtaget.

## Nutida status
Fram till den 1 juli 2003 hade riddarhusordningen ställning som officiell författning, vilket innebar att ändringar i densamma skulle godkännas av regeringen. Adeln hade även kvar vissa privilegier vilka införts 1723; bland annat var det monarkens uppgift att mäkla om en svensk adelsman blev kidnappad utomlands. Det sista gällande adelsprivilegiet är rätten att föra adlig sköld och öppen hjälm i sitt sigill (se Adelsprivilegier i Sverige).
Numera kan ridderskapet och adeln själv fritt ändra riddarhusordningen genom beslut av adelsmötet men Riddarhuset består trots denna lagändring som unikt rättssubjekt. I huvudsak betraktas dock Riddarhuset sedan 2003 som vilken organisation som helst.

## Ointroducerad adel
Sveriges ointroducerade adel uppstod genom Kungl. Maj:ts förordning av den 26 oktober 1748; "uti alla de Skiöldebref som Wij Swenske Adelsmän gifwa, then meningen jemväl införd är, at Wij wänligen begiära af alla Potentater, Konungar, Furstar och Fria Ständer -- at de erkiänna then för hvilken Skiöldebrefwet utfärdat är, och hans Bröstarfwingar för rätta Adelsmän, i anseende hvartill någon Reciprocité härwid wara bör, i anseende till the hit i Riket inkommande utländske Adelsmän". Dessa "Adelsmän" skulle i samtliga i 8. Kap., 2§ Rättegångsbalken uppräknade fall behandlas som "thet om Swänske Adelsmän förordnadt är".
Att introduceras på Riddarhuset innebär att en adelsätt godkänns som svensk adel av Riddarhuset. Endast ett fåtal av de svenska släkter som erhållit adelsbrev av monarken har av en eller annan anledning inte introducerats på Riddarhuset. Många utländska adelsätter har genom tiderna flyttat till Sverige och blivit svenska medborgare. En del av dessa har erhållit svenskt adelskap och introducerats och alltså därmed blivit del av Sveriges adel. 
Som ointroducerad adel benämns svenska släkter som erhållit svenskt adelsbrev av monarken men som inte introducerats samt inflyttade adelsätter som fått svenskt medborgarskap men som inte introducerats. Begreppet innefattar även adliga släkter av svenskt ursprung vilka har förvärvat utländskt adelskap men som ännu är bosatta i Sverige. Den ointroducerade adeln, vare sig utländsk eller inhemsk, ägde ingen representationsrätt vid riksdagarna, sedermera adelsmötena. Den till Sverige inflyttade ointroducerade adeln har aldrig automatiskt haft privilegier eller befogenheter i likhet med den svenska adeln utan endast de rättigheter och skyldigheter som tillkommer alla svenska medborgare. Många av de ointroducerade adelsätterna är medlemmar i Ointroducerad adels förening.